# El último sueño
El último sueño es una ópera en un acto y tres cuadros con un libreto de Manuel M. Bermejo puesto en metro músico por José F. Vásquez.

## Acción

### Acto único
La escena transcurre en un cementerio. Acuden allí Julieta y Javier, para consolar a su amigo Enrique, buen hombre que ha perdido a su amada esposa en viudez prematura. Sin embargo Enrique no aparece, y en su lugar llega un cura, que ha de explicar la situación dramática en que se halla el viudo. Los tres se retiran luego de una larga espera supuesta. Entonces aparece Enrique, frente a la tumba de su esposa. Pronto inicia un sueño donde Enrique habla con Julieta y Javier, en el mismo cementerio, tal y como si fuera aquel momento acordado. Los amigos lo consuelan, y lo invitan a mitigar su pena con un viaje al Oriente. Enrique se dirige hacia su difunta esposa y le pide dispensar su atrevimiento, exclamando que no podrá vivir angustiado para siempre. De pronto la mujer muerta le hace saber a Enrique su consentimiento. Poco a poco el escenario se transforma y queda hecho una mezcla entre el Oriente mítico y las entrañas de la tierra. Aparecen odaliscas, ondinas y gnomos cantores. Se anuncia Airam Zulamil, personaje hermoso y fantástico que es en realidad la esposa muerta de Enrique, quien, extasiado, la contempla e inician ambos un nuevo romance en medio de la música alegre y los bailes de las doncellas. De repente el cuadro se disipa y aparece el cementerio. Aparecen otra vez Julieta y Javier, y se dan cuenta de que su amigo nunca llegó a la cita. Irrumpe el capellán y encuentra a Enrique muerto sobre la tumba de su esposa. Entonces se explica para sí: “su noble compañera al cielo lo llevó. Concluye el drama.

## Datos históricos

### Reparto del estreno
| Papel         | Tesitura     | Estreno Mundial, 28 de mayo de 1961 Palacio de Bellas Artes |
| ------------- | ------------ | ----------------------------------------------------------- |
| Airam Zulamil | soprano      | Martha Ornelas                                              |
| Enrique       | tenor        | Plácido Domingo                                             |
| Javier        | barítono     | Franco Iglesias                                             |
| Julieta       | mezzosoprano | Guadalupe Solórzano                                         |
| El capellán   | bajo         | Rogelio Vargas                                              |
|               |              | Dirección: José F. Vásquez                                  |

## Literatura complementaria
[...] Cantamos juntos en la Academia de la Ópera El último sueño , del compositor mexicano Vásquez. La obra tiene un parecido inquietante y sospechoso con Le villli , ópera temprana de Puccini. Yo canté el papel de Enrique y Marta el de Airam Zulamil. Le afirmé después que había cantado tan bien, que su nombre debiera haber sido ¡Zuladiezmil! Fue el primero de infinitos cumplidos.
 Plácido Domingo. Mis primeros cuarenta años, 1984

## Grabaciones
- no existe aún grabación

## Enlaces
- Diccionario de la música española e hispanoamericana (DMEH), obra auspiciada por la Sociedad General de Autores y Editores (SGAE) y por el Instituto Nacional de las Artes Escénicas y de la Música (INAEM) del Ministerio de Educación, Cultura y Deporte de España.

Gabriel Pareyón. Diccionario de Música en México. México: Secretaría de Cultura de Jalisco 1995.,
- Datos: Q5827264